# Artiora exquisita
Artiora exquisita là một loài bướm đêm trong họ Geometridae.